# Diana Kovaltchouk
Pour les articles homonymes, voir Kovaltchouk.
Diana Kovaltchouk, née le 23 février 1982 à Vinnytsia, est un mannequin ukrainien.
A quatorze ans, elle remporta le premier prix du concours Elite Model Look 1996, devant Ana Beatriz Barros et Nina Morić. Elle a posé pour des marques comme H&M et Mango. Elle a fait à plusieurs reprises les couvertures de magazines, notamment de Elle (éditions grecque, portugaise et espagnole).